# Dag Encke
Dag Encke (* 1965 in Krefeld) ist ein deutscher Biologe und Zoodirektor. Er leitet seit 2005 den Tiergarten Nürnberg und wurde 2025 zum Präsidenten des Verbandes der Zoologischen Gärten (VdZ) gewählt.

## Karriere
Dag Enckes Vater war Direktor des Zoo Krefeld, der Urgroßvater Gartenbaudirektor in Köln und ein Großonkel Direktor des Palmengartens Frankfurt. Dag Encke studierte Biologie an der Universität Gießen und promovierte an der Universität Marburg über die Thermoregulation bei Kleinsäugern. Anschließend war er acht Jahre lang Kurator im Allwetterzoo Münster. Im Jahr 2005 übernahm er die Leitung des Tiergartens Nürnberg. Unter seiner Verantwortung entstanden die Delfinlagune, das Wüstenhaus, eine begehbare Bartgeiervolière sowie der Klimawaldpfad. Seit 2019 arbeitet Encke gemeinsam mit dem Kommunalen Energiemanagement der Stadt Nürnberg zusammen, um den Zoo klimaneutral zu betreiben. Von 2019 bis zur Wahl im Juni 2025 war Encke Vizepräsident des VdZ. Am 21. Juni 2025 wurde er zum Präsidenten gewählt.

## Kritik
Im Sommer 2025 geriet Encke wegen der Tötung gesunder Guinea-Paviane im Tiergarten Nürnberg in Kritik. Er begründete seine Entscheidung damit, dass die Verhütung bei weiblichen Tieren diese dauerhaft unfruchtbar und einige Männchen in Ermangelung an Geschlechtspartnerinnen aggressiv gemacht habe. Geeignete Optionen für eine Umsiedlung in andere Zoos, wie es sie in der Vergangenheit in Nürnberg bereits gab oder in Aufnahmestationen, habe es nicht gegeben.

## Publikation
- Der vernünftige Grund des Tierschutzgesetzes und die Tötung von Tieren in Zoos – kein Widerspruch, in: Natur und Recht 47, Nr. 4 (2025), 229–235.